# Stany Zjednoczone na Letnich Igrzyskach Olimpijskich 1992
Stany Zjednoczone na Letnich Igrzyskach Olimpijskich w roku 1992 w Barcelonie reprezentowało 545 sportowców: 355 mężczyzn i 190 kobiet. Był to 21 start reprezentacji Stanów Zjednoczonych na letnich igrzyskach olimpijskich.

## Zdobyte medale
| Medal  | Zawodnik | Dyscyplina             | Konkurencja                                     | Rezultat                                                                                    |
| ------ | --- | ---------------------- | ----------------------------------------------- | ------------------------------------------------------------------------------------------- |
| Złoto  | Óscar de la Hoya | Boks                   | waga lekka (do 60 kg)                           | w finale pokonał zawodnika z Niemiec Marco Rudolpha                                         |
| Złoto  | Trent Dimas | Gimnastyka             | ćwiczenia na drążku mężczyzn                    | 9,875 pkt                                                                                   |
| Złoto  | Scott Strausbaugh, Joe Jacobi | Kajakarstwo górskie    | C-2 mężczyzn                                    | 122,41 pkt                                                                                  |
| Złoto  | Charles Barkley, Larry Bird, Clyde Drexler, Patrick Ewing, Magic Johnson, Michael Jordan, Christian Laettner, Karl Malone, Chris Mullin, Scottie Pippen, David Robinson, John Stockton         | Koszykówka             | turniej mężczyzn                                | w finale pokonali zespół Chorwacji 117:85                                                   |
| Złoto  | Gail Devers | Lekkoatletyka          | bieg na 100 m kobiet                            | 10,82 s                                                                                     |
| Złoto  | Gwen Torrence | Lekkoatletyka          | bieg na 200 metrów kobiet                       | 21,81 s                                                                                     |
| Złoto  | Evelyn Ashford, Esther Jones, Carlette Guidry-White, Gwen Torrence, Michelle Finn | Lekkoatletyka          | sztafeta 4 × 100 m kobiet                       | 42,11 s                                                                                     |
| Złoto  | Jackie Joyner-Kersee | Lekkoatletyka          | siedmiobój kobiet                               | 7044 pkt                                                                                    |
| Złoto  | Michael Marsh | Lekkoatletyka          | bieg na 100 m mężczyzn                          | 20,01 s                                                                                     |
| Złoto  | Quincy Watts | Lekkoatletyka          | bieg na 400 m mężczyzn                          | 43,50 s                                                                                     |
| Złoto  | Kevin Young | Lekkoatletyka          | bieg na 400 m przez płotki mężczyzn             | 46,78 s                                                                                     |
| Złoto  | Michael Marsh. Leroy Burrell, Dennis Mitchell, Carl Lewis, James Jett | Lekkoatletyka          | sztafeta 4 × 100 m mężczyzn                     | 37,40 s                                                                                     |
| Złoto  | Andrew Valmon, Quincy Watts, Michael Johnson, Steve Lewis, Darnell Hall, Chip Jenkins | Lekkoatletyka          | sztafeta 4 × 400 m mężczyzn                     | 2:55,74 min                                                                                 |
| Złoto  | Carl Lewis | Lekkoatletyka          | skok w dal mężczyzn                             | 8,67 m                                                                                      |
| Złoto  | Mike Conley | Lekkoatletyka          | trójskok mężczyzn                               | 18,17 m                                                                                     |
| Złoto  | Mike Stulce | Lekkoatletyka          | pchnięcie kulą mężczyzn                         | 21,70 m                                                                                     |
| Złoto  | Nicole Haislett | Pływanie               | 200 m stylem dowolnym kobiet                    | 1:37,90 min                                                                                 |
| Złoto  | Janet Evans | Pływanie               | 800 m stylem dowolnym kobiet                    | 8:25,52 min                                                                                 |
| Złoto  | Nicole Haislett, Dara Torres, Angel Martino, Jenny Thompson, Ashley Tappin, Crissy Ahmann-Leighton                                                                                             | Pływanie               | sztafeta 4 × 100 m stylem dowolnym kobiet       | 3:39,46 min                                                                                 |
| Złoto  | Summer Sanders | Pływanie               | 200 m stylem motylkowym kobiet                  | 2:11,91 min                                                                                 |
| Złoto  | Lea Loveless, Anita Nall, Crissy Ahmann-Leighton, Jenny Thompson, Janie Wagstaff, Megan Kleine, Summer Sanders, Nicole Haislett                                                                | Pływanie               | sztafeta 4 × 100 m stylem zmiennym kobiet       | 4:02,54 min                                                                                 |
| Złoto  | Joe Hudepohl, Matt Biondi, Tom Jager, Jon Olsen, Shaun Jordan, Joel Thomas | Pływanie               | sztafeta 4 × 100 m stylem dowolnym mężczyzn     | 3:16,74 min                                                                                 |
| Złoto  | Nelson Diebel | Pływanie               | 100 m stylem klasycznym mężczyzn                | 1:01,50 min                                                                                 |
| Złoto  | Michael Barrowman | Pływanie               | 200 m stylem klasycznym mężczyzn                | 2:10,16 min                                                                                 |
| Złoto  | Pablo Morales | Pływanie               | 100 m stylem motylkowym mężczyzn                | 53,32 s                                                                                     |
| Złoto  | Mel Stewart | Pływanie               | 200 m stylem motylkowym mężczyzn                | 1:56,26 min                                                                                 |
| Złoto  | Jeff Rouse, Nelson Diebel, Pablo Morales, Jon Olsen, Dave Berkoff, Hans Dersch, Mel Stewart, Matt Biondi                                                                                       | Pływanie               | sztafeta 4 × 100 m stylem zmiennym mężczyzn     | 3:36,93 min                                                                                 |
| Złoto  | Kristen Babb-Sprague | Pływanie synchroniczne | solo                                            | 191,848 pkt                                                                                 |
| Złoto  | Karen Josephson, Sarah Josephson | Pływanie synchroniczne | duety                                           | 192,175 pkt                                                                                 |
| Złoto  | Mark Lenzi | Skoki do wody          | trampolina 3 m mężczyzn                         | 676.530 pkt                                                                                 |
| Złoto  | Launi Meili | Strzelectwo            | karabin małokalibrowy, trzy pozycje 50 m kobiet | 684,3 pkt                                                                                   |
| Złoto  | Jennifer Capriati | Tenis ziemny           | gra pojedyncza kobiet                           | w finale pokonała Niemkę Steffi Graf 2:1 (3:6, 6:3, 6:4)                                    |
| Złoto  | Mary Joe Fernandez, Gigi Fernandez | Tenis ziemny           | gra podwójna kobiet                             | w finale pokonały Hiszpanki Conchita Martínez – Arantxa Sánchez Vicario 2:1 (7:5, 2:6, 6:2) |
| Złoto  | John Smith | Zapasy                 | styl wolny waga do 62 kg                        | w finale pokonał Irańczyka Askari Mohammadiana                                              |
| Złoto  | Kevin Jackson | Zapasy                 | styl wolny waga do 82 kg                        | w finale pokonał Elmadi Jabraiłowa w WNP                                                    |
| Złoto  | Bruce Baumgartner | Zapasy                 | styl wolny waga do 130 kg                       | w finale pokonał Kanadyjczyka Jeffreya Thue                                                 |
| Złoto  | Harold Haenel, Mark Reynolds | Żeglarstwo             | klasa Star                                      | 31,4 pkt                                                                                    |
| Srebro | Chris Byrd | Boks                   | waga średnia (do 75 kg)                         | w finale przegrał z Kubańczykiem Arielem Hernándezem                                        |
| Srebro | Shannon Miller | Gimnastyka             | wielobój kobiet indywidualnie                   | 39,725 pkt                                                                                  |
| Srebro | Shannon Miller | Gimnastyka             | ćwiczenia na równoważni kobiet                  | 9,912 pkt                                                                                   |
| Srebro | Jason Morris | Judo                   | waga do 78 kg mężczyzn                          | w finale uległ Japończykowi Hidehiko Yoshida                                                |
| Srebro | LaVonna Martin | Lekkoatletyka          | bieg na 100 m przez płotki kobiet               | 12,69 s                                                                                     |
| Srebro | Sandra Farmer-Patrick | Lekkoatletyka          | bieg na 400 m przez płotki kobiet               | 53,69 s                                                                                     |
| Srebro | Natasha Kaiser-Brown, Gwen Torrence, Jearl Miles-Clark, Rochelle Stevens, Denean Howard-Hill, Dannette Young                                                                                   | Lekkoatletyka          | sztafeta 4 × 400 m kobiet                       | 3:20,92 min                                                                                 |
| Srebro | Steve Lewis | Lekkoatletyka          | bieg na 400 m mężczyzn                          | 44,21 s                                                                                     |
| Srebro | Tony Dees | Lekkoatletyka          | bieg na 110 m przez płotki mężczyzn             | 13:24 s                                                                                     |
| Srebro | Mike Powell | Lekkoatletyka          | skok w dal mężczyzn                             | 8,64 m                                                                                      |
| Srebro | Charlie Simpkins | Lekkoatletyka          | trójskok mężczyzn                               | 17,60 m                                                                                     |
| Srebro | James Doehring | Lekkoatletyka          | pchnięcie kulą mężczyzn                         | 20,96 m                                                                                     |
| Srebro | Jenny Thompson | Pływanie               | 100 m stylem dowolnym kobiet                    | 54,84 s                                                                                     |
| Srebro | Janet Evans | Pływanie               | 400 m stylem dowolnym kobiet                    | 4:07,37 min                                                                                 |
| Srebro | Anita Nall | Pływanie               | 100 m stylem klasycznym kobiet                  | 1:08,17 min                                                                                 |
| Srebro | Crissy Ahmann-Leighton | Pływanie               | 100 m stylem motylkowym kobiet                  | 58,74 s                                                                                     |
| Srebro | Summer Sanders | Pływanie               | 200 m stylem zmiennym kobiet                    | 2:11,91 min                                                                                 |
| Srebro | Matt Biondi | Pływanie               | 50 m stylem dowolnym mężczyzn                   | 22,09 s                                                                                     |
| Srebro | Jeff Rouse | Pływanie               | 100 m stylem grzbietowym mężczyzn               | 54,04 s                                                                                     |
| Srebro | Greg Burgess | Pływanie               | 200 m stylem zmiennym mężczyzn                  | 2:00,97 min                                                                                 |
| Srebro | Eric Namesnik | Pływanie               | 400 m stylem zmiennym mężczyzn                  | 4:15,57 min                                                                                 |
| Srebro | Scott Donie | Skoki do wody          | wieża 10 m mężczyzn                             | 633.630 pkt                                                                                 |
| Srebro | Robert Foth | Strzelectwo            | karabin małokalibrowy, 3 pozycje 50 m mężczyzn  | 1266,6 pkt                                                                                  |
| Srebro | Shelagh Donohoe, Cindy Eckert, Amy Fuller, Carol Feeney | Wioślarstwo            | czwórka bez sternika kobiet                     | 6:31,86                                                                                     |
| Srebro | Doug Burden, Jeffrey McLaughlin, Thomas Bohrer, Patrick Manning | Wioślarstwo            | czwórka bez sternika mężczyzn                   | 5:56,68                                                                                     |
| Srebro | Dennis Koslowski | Zapasy                 | styl klasyczny waga do 100 kg                   | w finale przegrał z Kubańczykiem Héctorem Miliánem                                          |
| Srebro | Zeke Jones | Zapasy                 | styl wolny waga do 52 kg                        | w finale przegrał z Li Hak-Son z Korei Północnej                                            |
| Srebro | Kenny Monday | Zapasy                 | styl wolny waga do 74 kg                        | w finale przegrał z Park Jang-Soon z Korei Południowej                                      |
| Srebro | Mike Gebhardt | Żeglarstwo             | windsurfing mężczyzn                            | 71,1 pkt                                                                                    |
| Srebro | Brian Ledbetter | Żeglarstwo             | klasa Finn                                      | 54,7 pkt                                                                                    |
| Srebro | Kevin Burnham, Morgan Reeser | Żeglarstwo             | klasa 470 mężczyzn                              | 66,7 pkt                                                                                    |
| Srebro | Keith Notary, Randy Smyth | Żeglarstwo             | klasa Tornado                                   | 42,0 pkt                                                                                    |
| Srebro | Doug Kern, Jim Brady, Kevin Mahaney | Żeglarstwo             | klasa Soling                                    | 34 pkt                                                                                      |
| Srebro | Paul Foerster, Stephen Bourdow | Żeglarstwo             | klasa Latający Holender                         | 32,7 pkt                                                                                    |
| Brąz   | Timothy Austin | Boks                   | waga musza (do 51 kg)                           | w półfinale przegrał z Kubańczykiem Raúlem Gonzálezem                                       |
| Brąz   | Shannon Miller | Gimnastyka             | ćwiczenia wolne kobiet                          | 9,912 pkt                                                                                   |
| Brąz   | Shannon Miller | Gimnastyka             | ćwiczenia na poręczach kobiet                   | 9.962 pkt                                                                                   |
| Brąz   | Shannon Miller, Kim Zmeskal, Betty Okino, Kerri Strug, Dominique Dawes, Wendy Bruce | Gimnastyka             | wielobój drużynowo                              | 394,704 pkt                                                                                 |
| Brąz   | Carol Lavell, Charlotte Bredahl, Robert Dover, Michael Poulin | Jeździectwo            | ujeżdżenie drużynowo                            | 4643 pkt                                                                                    |
| Brąz   | Norman Dello Joio | Jeździectwo            | skoki przez przeszkody indywidualnie            | 4,75 pkt                                                                                    |
| Brąz   | Dana Chladek | Kajakarstwo górskie    | K-1 kobiet                                      | 131,75 pkt                                                                                  |
| Brąz   | Greg Barton | Kajakarstwo            | K-1 1000 m mężczyzn                             | 3:37,93 min                                                                                 |
| Brąz   | Rebecca Twigg | Kolarstwo torowe       | wyścig na 3000 m na dochodzenie kobiet          |                                                                                             |
| Brąz   | Erin Hartwell | Kolarstwo torowe       | wyścig na 1 km ze startu zatrzymanego           | 1:04.753 min                                                                                |
| Brąz   | Vicky Bullett, Daedra Charles, Cynthia Cooper, Clarissa Davis, Medina Dixon, Teresa Edwards, Tammy Jackson, Carolyn Jones, Katrina McClain, Suzanne McConnell, Vickie Orr, Teresa Weatherspoon | Koszykówka             | turniej kobiet                                  | w mezu o brązowy medal pokonały zespół Kuby 88:74                                           |
| Brąz   | Lynn Jennings | Lekkoatletyka          | bieg na 10 000 m kobiet                         | 31:19,89 min                                                                                |
| Brąz   | Janeene Vickers | Lekkoatletyka          | bieg na 400 m przez płotki kobiet               | 54,31 s                                                                                     |
| Brąz   | Jackie Joyner-Kersee | Lekkoatletyka          | skok w dal kobiet                               | 7,07 m                                                                                      |
| Brąz   | Dennis Mitchell | Lekkoatletyka          | bieg na 100 m mężczyzn                          | 10,04 s                                                                                     |
| Brąz   | Michael Bates | Lekkoatletyka          | bieg na 200 m mężczyzn                          | 20,38 s                                                                                     |
| Brąz   | Johnny Gray | Lekkoatletyka          | bieg na 800 m mężczyzn                          | 1:43,97 min                                                                                 |
| Brąz   | Jack Pierce | Lekkoatletyka          | bieg na 110 m przez płotki mężczyzn             | 13,26 s                                                                                     |
| Brąz   | Hollis Conway | Lekkoatletyka          | skok wzwyż mężczyzn                             | 2,34 m                                                                                      |
| Brąz   | Joe Greene | Lekkoatletyka          | skok w dal mężczyzn                             | 8,34 m                                                                                      |
| Brąz   | David Johnson | Lekkoatletyka          | dziesięciobój mężczyzn                          | 8309 pkt                                                                                    |
| Brąz   | Angel Martino | Pływanie               | 50 m stylem dowolnym kobiet                     | 25,23 s                                                                                     |
| Brąz   | Lea Loveless | Pływanie               | 100 m stylem grzbietowym kobiet                 | 1:01,43 min                                                                                 |
| Brąz   | Anita Nall | Pływanie               | 200 m stylem klasycznym kobiet                  | 2:26,88 min                                                                                 |
| Brąz   | Summer Sanders | Pływanie               | 400 m stylem zmiennym kobiet                    | 4:37,58 min                                                                                 |
| Brąz   | Tom Jager | Pływanie               | 50 m stylem dowolnym mężczyzn                   | 22,30 s                                                                                     |
| Brąz   | Joe Hudepohl, Mel Stewart, Jon Olsen, Doug Gjertsen, Scott Jaffe, Dan Jorgensen | Pływanie               | sztafeta 4 × 200 m stylem dowolnym mężczyzn     | 7:16,23 min                                                                                 |
| Brąz   | Dave Berkoff | Pływanie               | 100 m stylem grzbietowym mężczyzn               | 54,78 s                                                                                     |
| Brąz   | Paula Weishoff, Yoko Zetterlund, Elaina Oden, Kimberley Oden, Teee Sanders, Caren Kemner, Ruth Lawanson, Tammy Liley, Janet Cobbs, Tara Cross-Battle, Lori Endicott, Liane Sato                | Siatkówka              | turniej kobiet                                  | w meczu o brązowy medal pokonały zespół Brazylii 3:0 (15:8, 15:6, 15:13)                    |
| Brąz   | Nick Becker, Carlos Briceno, Bob Ctvrtlik, Scott Fortune, Dan Greenbaum, Brent Hilliard, Bryan Ivie, Douglas Partie, Bob Samuelson, Eric Sato, Jeff Stork, Steve Timmons                       | Siatkówka              | turniej mężczyzn                                | w meczu o brązowy medal pokonali zespół Kuby 3:1 (12:15, 15:13, 15:7, 15:11)                |
| Brąz   | Mary Ellen Clark | Skoki do wody          | wieża 10 m kobiet                               | 401,91 pkt                                                                                  |
| Brąz   | Mary Joe Fernandez | Tenis ziemny           | gra pojedyncza kobiet                           | wpółfinale przegrała z Steffi Graf 0:2 (4:6, 4:6)                                           |
| Brąz   | Anna Seaton, Stephanie Maxwell-Pierson | Wioślarstwo            | dwójka bez sternika kobiet                      | 7:08,11                                                                                     |
| Brąz   | Rodney Smith | Zapasy                 | styl klasyczny waga do 68 kg mężczyzn           | w walce o brązowy medal pokonał Kubańczyka Cecilio Rodrigueza                               |
| Brąz   | Chris Campbell | Zapasy                 | styl wolny waga do 90 kg                        | w walce o brązowy medal pokonał Mongoła Puntsaga Suchbata                                   |
| Brąz   | Julia Trotman | Żeglarstwo             | klasa Europa                                    | 62,7 pkt                                                                                    |
| Brąz   | Jennifer Isler, Pamela Healy | Żeglarstwo             | klasa 470 kobiet                                | 40,7 pkt                                                                                    |

## Skład kadry

### Badminton
Kobiety
- Linda French – gra pojedyncza – 17. miejsce,
- Joy Kitzmiller – gra pojedyncza – 33. miejsce,
- Erika Von Heiland – gra pojedyncza – 33. miejsce,
- Joy Kitzmiller, Linda French – gra podwójna – 17. miejsce,

Mężczyźni
- Chris Jogis – gra pojedyncza – 17. miejsce,
- Benny Lee – gra pojedyncza – 33. miejsce,
- Benny Lee, Tommy Reidy – gra podwójna – 9. miejsce,

### Baseball
Mężczyźni
- Willie Adams, Jeff Alkire, Darren Dreifort, Nomar Garciaparra, Jason Giambi, Rick Greene, Jeffrey Hammonds, Rick Helling, Charles Johnson, Daron Kirkreit, Chad McConnell, Calvin Murray, Phillip Nevin, Christopher Roberts, Michael Tucker, Jason Varitek, Ronald Villone Jr., William Wallace, Craig Wilson, Chris Wimmer – 4. miejsce,

### Boks
Mężczyźni
- Eric Griffin waga papierowa do 48 kg – 9. miejsce,
- Timothy Austin waga musza do 52 kg – 3. miejsce,
- Sergio Reyes Jr. waga kogucia do 54 kg – 9. miejsce,
- Julian Wheeler waga piórkowa do 57 kg – 17. miejsce,
- Óscar de la Hoya waga lekka do 60 kg – 1. miejsce,
- Vernon Forrest waga lekkopółśrednia do 63,5 kg – 17. miejsce,
- Pepe Reilly waga półśrednia do 67 kg – 9. miejsce,
- Raul Marquez waga lekkośrednia do 71 kg – 5. miejsce,
- Chris Byrd waga średnia do 75 kg – 2. miejsce,
- Montell Griffin waga półciężka do 81 kg – 5. miejsce,
- Danell Nicholson waga ciężka do 91 kg – 5. miejsce,
- Larry Donald waga superciężka powyżej 91 kg – 5. miejsce,

### Gimnastyka
Kobiety
- Shannon Miller

wielobój indywidualnie – 2. miejsce,
ćwiczenia wolne – 3. miejsce,
skok przez konia – 6. miejsce,
ćwiczenia na poręczach – 3. miejsce,
ćwiczenia na równoważni – 2. miejsce,
- Kim Zmeskal

wielobój indywidualnie – 10. miejsce,
ćwiczenia wolne – 6. miejsce,
skok przez konia – 8. miejsce,
ćwiczenia na poręczach – 10. miejsce,
ćwiczenia na równoważni – 42. miejsce,
- Betty Okino

wielobój indywidualnie – 12. miejsce,
ćwiczenia wolne – 14. miejsce,
skok przez konia – 5. miejsce,
ćwiczenia na poręczach – 17. miejsce,
ćwiczenia na równoważni – 6. miejsce,
- Kerri Strug

wielobój indywidualnie – 14. miejsce,
ćwiczenia wolne – 15. miejsce,
skok przez konia – 9. miejsce,
ćwiczenia na poręczach – 25. miejsce,
ćwiczenia na równoważni – 20. miejsce,
- Dominique Dawes

wielobój indywidualnie – 26. miejsce,
ćwiczenia wolne – 12. miejsce,
skok przez konia – 22. miejsce,
ćwiczenia na poręczach – 41. miejsce,
ćwiczenia na równoważni – 32. miejsce,
- Wendy Bruce

wielobój indywidualnie – 28. miejsce,
ćwiczenia wolne – 42. miejsce,
skok przez konia – 11. miejsce,
ćwiczenia na poręczach – 30. miejsce,
ćwiczenia na równoważni – 33. miejsce,
- Shannon Miller, Kim Zmeskal, Betty Okino, Kerri Strug, Dominique Dawes, Wendy Bruce – wielobój drużynowo – 3. miejsce
- Jenifer Lovell – gimnastyka artystyczna indywidualnie – 23. miejsce
- Tamara Levinson – gimnastyka artystyczna indywidualnie – 40. miejsce

Mężczyźni
- Scott Keswick

wielobój indywidualnie – 19. miejsce,
ćwiczenia wolne – 16. miejsce,
skok przez konia – 82. miejsce,
ćwiczenia na poręczach – 32. miejsce,
ćwiczenia na drążku – 66. miejsce,
ćwiczenia na kółkach – 17. miejsce,
ćwiczenia na koniu z łękami – 59. miejsce,
- John Roethlisberger

wielobój indywidualnie – 34. miejsce,
ćwiczenia wolne – 20. miejsce,
skok przez konia – 49. miejsce,
ćwiczenia na poręczach – 54. miejsce,
ćwiczenia na drążku – 28. miejsce,
ćwiczenia na kółkach – 29. miejsce,
ćwiczenia na koniu z łękami – 46. miejsce,
- Chris Waller

wielobój indywidualnie – 35. miejsce,
ćwiczenia wolne – 24. miejsce,
skok przez konia – 79. miejsce,
ćwiczenia na poręczach – 24. miejsce,
ćwiczenia na drążku – 17. miejsce,
ćwiczenia na kółkach – 29. miejsce,
ćwiczenia na koniu z łękami – 5. miejsce,
- Trent Dimas

wielobój indywidualnie – 44. miejsce,
ćwiczenia wolne – 61. miejsce,
skok przez konia – 37. miejsce,
ćwiczenia na poręczach – 41. miejsce,
ćwiczenia na drążku – 1. miejsce,
ćwiczenia na kółkach – 69. miejsce,
ćwiczenia na koniu z łękami – 49. miejsce,
- Dominick Minicucci Jr.

wielobój indywidualnie – 56. miejsce,
ćwiczenia wolne – 63. miejsce,
skok przez konia – 67. miejsce,
ćwiczenia na poręczach – 49. miejsce,
ćwiczenia na drążku – 73. miejsce,
ćwiczenia na kółkach – 47. miejsce,
ćwiczenia na koniu z łękami – 26. miejsce,
- Jair Lynch

wielobój indywidualnie – 60. miejsce,
ćwiczenia wolne – 73. miejsce,
skok przez konia – 92. miejsce,
ćwiczenia na poręczach – 6. miejsce,
ćwiczenia na drążku – 15. miejsce,
ćwiczenia na kółkach – 66. miejsce,
ćwiczenia na koniu z łękami – 26. miejsce,
- Scott Keswick, John Roethlisberger, Chris Waller, Trent Dimas, Dominick Minicucci Jr., Jair Lynch – wielobój drużynowy – 6. miejsce,

### Jeździectwo
- Carol Lavell – ujeźdżenie indywidualnie – 6. miejsce,
- Charlotte Bredahl – ujeźdżenie indywidualnie – 22. miejsce,
- Robert Dover – ujeźdżenie indywidualnie – 22. miejsce,
- Michael Poulin – ujeźdżenie indywidualnie – 27. miejsce,
- Carol Lavell, Charlotte Bredahl, Robert Dover, Michael Poulin – ujeżdżenie drużynowo – 3. miejsce,
- Norman Dello Joio – skoki przez przeszkody indywidualnie – 3. miejsce,
- Michael Matz – skoki przez przeszkody indywidualnie – 10. miejsce,
- Lisa Jacquin – skoki przez przeszkody indywidualnie – 17. miejsce,
- Anne Kursinski – skoki przez przeszkody indywidualnie – 63. miejsce,
- Michael Matz, Lisa Jacquin, Norman Dello Joio, Anne Kursinski – skoki przez przeszkody drużynowo – 5. miejsce,
- Jill Walton – WKKW indywidualnie – 17. miejsce,
- J. Michael Plumb – WKKW indywidualnie – 48. miejsce,
- Stephen Bradley – WKKW indywidualnie – 53. miejsce,
- Todd Trewin – WKKW indywidualnie – nie ukończył konkurencji,
- Jill Walton, J. Michael Plumb, Stephen Bradley, Todd Trewin – WKKW drużynowo – 10. miejsce,

### Judo
Kobiety
- Jo Anne Quiring waga do 52 kg – 9. miejsce,
- Kate Donahoo waga do 56 kg – 5. miejsce,
- Lynn Roethke waga do 61 kg – 20. miejsce,
- Grace Jividen waga do 66 kg – 7. miejsce,
- Sandra Bacher waga do 72 kg – 9. miejsce,
- Colleen Rosensteel waga powyżej 72 kg – 13. miejsce,

Mężczyźni
- Tony Okada waga do 60 kg – 35. miejsce,
- Jimmy Pedro waga do 65 kg – 20. miejsce,
- Mike Swain waga do 71 kg – 34. miejsce,
- Jason Morris waga do 78 kg – 2. miejsce,
- Joseph Wanag waga do 86 kg – 21. miejsce,
- Leo White waga do 95 kg – 9. miejsce,
- Damon Keeve waga powyżej 95 kg – 7. miejsce,

### Kajakarstwo
Kobiety
- Sheila Conover – K-1 500 m- odpadła w półfinale,
- Cathy Marino-Geers, Traci Phillips – K-2 500 m – odpadły w półfinale,
- Sheila Conover, Alexandra Harbold, Cathy Marino-Geers, Traci Phillips – K-4 500 m – 7. miejsce,
- Dana Chladek – kajakarstwo górskie – K-1 – 3. miejsce,
- Cathy Hearn – kajakarstwo górskie – K-1 – 9. miejsce,
- Maylon Hanold – kajakarstwo górskie – K-1 – 25. miejsce,

Mężczyźni
- Norman Bellingham – K-1 500 m – 4. miejsce,
- Greg Barton – K-1 1000 m – 3. miejsce
- Michael Harbold, Peter Newton – K-2 500 m – 8. miejsce,
- Greg Barton, Norman Bellingham – K-2 1000 m – 4. miejsce,
- Chris Barlow, Mark Hamilton, Mike Herbert, Terry Kent – K-4 1000 m – 9. miejsce,
- Fred Spaulding

C-1 500 m – odpadł w półfinale,
C-1 1000 m – odpadł w półfinale,
- Stewart Carr, Jim Terrell – C-2 500 m – odpadł w półfinale,
- Wyatt Jones, Gregory Steward – C-2 1000 m – odpadli w półfinale,
- Eric Jackson – kajakarstwo górskie – K-1 – 13. miejsce,
- Rich Weiss – kajakarstwo górskie – K-1 – 16. miejsce,
- Scott Shipley – kajakarstwo górskie – K-1 – 27. miejsce,
- Jon Lugbill – kajakarstwo górskie – C-1 – 4. miejsce,
- David Hearn – kajakarstwo górskie – C-1 – 11. miejsce,
- Adam Clawson – kajakarstwo górskie – C-1 – 21. miejsce,
- Scott Strausbaugh, Joe Jacobi – kajakarstwo górskie – C-2 – 1. miejsce,
- Jamie McEwan, Lecky Haller – kajakarstwo górskie – C-2 – 4. miejsce,
- Elliot Weintrob, Martin McCormick – kajakarstwo górskie – C-2 – 15. miejsce,

### Kolarstwo
Kobiety
- Jeanne Golay – kolarstwo szosowe – wyścig ze startu wspólnego – 6. miejsce,
- Sally Zack – kolarstwo szosowe – wyścig ze startu wspólnego – 10. miejsce,
- Inga Thompson-Benedict – kolarstwo szosowe – wyścig ze startu wspólnego – 26. miejsce,
- Connie Paraskevin-Young – kolarstwo torowe – sprint – odpadła w eliminacjach,
- Rebecca Twigg – kolarstwo torowe – wyścig na 3000 m na dochodzenie indywidualnie – 3. miejsce,

Mężczyźni
- Lance Armstrong – kolarstwo szosowe – wyścig ze startu wspólnego – 14. miejsce,
- Tim Peddie – kolarstwo szosowe – wyścig ze startu wspólnego – 37. miejsce,
- Bob Mionske – kolarstwo szosowe – wyścig ze startu wspólnego – 75. miejsce,
- George Hincapie, Nathan Sheafor, Scott Mercier, John Stenner – kolarstwo szosowe – jazda drużynowa na czas na 100 km – 16. miejsce,
- Ken Carpenter – kolarstwo torowe – sprint – 5. miejsce,
- Erin Hartwell – kolarstwo torowe – wyścig na 1 km ze startu zatrzymanego – 3. miejsce,
- Carl Sundquist – kolarstwo torowe – wyścig na 4000 m na dochodzenie indywidualnie – 12. miejsce,
- Chris Coletta, Dirk Copeland, Matthew Hamon, Jim Pollak – kolarstwo torowe – wyścig na 4000 m na dochodzenie drużynowo – 9. miejsce,
- James Carney – kolarstwo torowe – wyścig punktowy – odpadł w eliminacjach,

### Koszykówka
Kobiety
- Vicky Bullett, Daedra Charles, Cynthia Cooper, Clarissa Davis, Medina Dixon, Teresa Edwards, Tammy Jackson, Carolyn Jones, Katrina McClain, Suzanne McConnell, Vickie Orr, Teresa Weatherspoon – 3. miejsce

Mężczyźni
- Charles Barkley, Larry Bird, Clyde Drexler, Patrick Ewing, Magic Johnson, Michael Jordan, Christian Laettner, Karl Malone, Chris Mullin, Scottie Pippen, David Robinson, John Stockton – 1. miejsce,

### Lekkoatletyka
Kobiety
- Gail Devers

bieg na 100 m – 1. miejsce,
bieg na 100 m przez płotki – 5. miejsce,
- Gwen Torrence

bieg na 100 m – 4. miejsce,
bieg na 200 m – 1. miejsce,
- Evelyn Ashford – bieg na 200 m – odpadła w półfinale,
- Carlette Guidry-White – bieg na 200 m – 5. miejsce,
- Michaelle Finn – bieg na 200 m – 7. miejsce,
- Rochelle Stevens – bieg na 400 m – 6. miejsce,
- Jearl Miles-Clark – bieg na 400 m – odpadła w półfinale,
- Natasha Kaiser-Brown – bieg na 400 m – odpadła w półfinale,
- Joetta Clark-Diggs – bieg na 800 m – 7. miejsce,
- Julie Jenkins – bieg na 800 m – odpadła w półfinale,
- Meredith Rainey – bieg na 800 m – odpadła w eliminacjach,
- PattiSue Plumer

bieg na 1500 m – 10. miejsce,
bieg na 3000 m – 5. miejsce,
- Regina Jacobs – bieg na 1500 metrów – odpadła w półfinale,
- Suzy Favor-Hamilton – bieg na 1500 m – odpadła w eliminacjach,
- Shelly Steely – bieg na 3000 m – 7. miejsce,
- Annette Peters – bieg na 3000 m – odpadła w eliminacjach,
- Lynn Jennings – bieg na 10 000 m – 3. miejsce,
- Judi St. Hilaire – bieg na 10 000 m – 8. miejsce,
- Gwyn Coogan – bieg na 10 000 m – odpadła w eliminacjach,
- Cathy O’Brien – maraton – 10. miejsce,
- Francie Larrieu-Smith – maraton – 12. miejsce,
- Janis Klecker – maraton – 21. miejsce,
- LaVonna Martin – bieg na 100 m przez płotki – 2. miejsce,
- Lynda Tolbert-Goode – bieg na 100 m przez płotki – 4. miejsce,
- Sandra Farmer-Patrick – bieg na 400 m przez płotki – 2. miejsce,
- Janeene Vickers – bieg na 400 m przez płotki – 3. miejsce,
- Tonja Buford-Bailey – bieg na 400 m przez płotki – odpadła w półfinale,
- Evelyn Ashford, Esther Jones, Carlette Guidry-White, Gwen Torrence, Michelle Finn – sztafeta 4 × 100 m – 1. miejsce,
- Natasha Kaiser-Brown, Gwen Torrence, Jearl Miles-Clark, Rochelle Stevens, Denean Howard-Hill[6], Dannette Young[6] – sztafeta 4 × 400 m – 2. miejsce,
- Michelle Rohl – chód na 10 km – 20. miejsce,
- Debbi Lawrence – chód na 10 km – 26. miejsce,
- Tori Herazo – chód na 10 km – 27. miejsce,
- Tanya Hughes – skok wzwyż – 11. miejsce,
- Sue Rembao – skok wzwyż – 19. miejsce,
- Amber Welty – skok wzywz – 27. miejsce,
- Jackie Joyner-Kersee

skok w dal – 3. miejsce,
siedmiobój – 1. miejsce
- Sharon Couch-Jewell – skok w dal – 6. miejsce,
- Sheila Echols – skok w dal – 7. miejsce,
- Ramona Pagel – pchnięcie kulą – 11. miejsce,
- Pam Dukes – pchnięcie kulą – 15. miejsce,
- Bonnie Dasse – pchnięcie kulą – nie sklasyfikowana (dyskwalifikacja),
- Connie Price-Smith – rzut dyskiem – 20. miejsce,
- Carla Garrett – rzut dyskiem – 22. miejsce,
- Penny Neer – rzut dyskiem – 24. miejsce,
- Donna Mayhew – rzut oszczepem – 12. miejsce,
- Paula Berry – rzut oszczepem – 23. miejsce,
- Cindy Greiner – siedmiobój – 9. miejsce,
- Kym Carter – siedmiobój – 11. miejsce,

Mężczyźni
- Dennis Mitchell – bieg na 100 m – 3. miejsce,
- Leroy Burrell – bieg na 100 m – 5. miejsce,
- Mark Witherspoon – bieg na 100 m – odpadł w półfinale (nie ukończył biegu),
- Michael Marsh – bieg na 200 m – 1. miejsce,
- Michael Bates – bieg na 200 m – 3. miejsce,
- Michael Johnson – bieg na 200 m – odpadł w półfinale,
- Quincy Watts – bieg na 400 m – 1. miejsce,
- Steve Lewis – bieg na 400 m – 2. miejsce,
- Danny Everett – bieg na 400 m – odpadł w półfinale,
- Johnny Gray – bieg na 800 m – 3. miejsce,
- Mark Everett – bieg na 800 m – nie ukończył biegu finałowego,
- Tony Parilla – bieg na 800 m – odpadł w eliminacjach,
- Jim Spivey – bieg na 1500 m – 8. miejsce,
- Steve Holman – bieg na 1500 m – odpadł w półfinale,
- Terrance Herrington – bieg na 1500 m – odpadł w eliminacjach,
- Bob Kennedy – bieg na 5000 m – 12. miejsce,
- Reuben Reina – bieg na 5000 m – odpadł w eliminacjach,
- John Trautmann – bieg na 5000 m – odpadł w eliminacjach,
- Todd Williams – bieg na 10 000 m – 10. miejsce,
- Steve Plasencia – bieg na 10 000 m – odpadł w eliminacjach,
- Aaron Ramirez – bieg na 10 000 m – odpadł w eliminacjach,
- Steve Spence – maraton – 12. miejsce,
- Ed Eyestone – maraton – 13. miejsce,
- Bob Kempainen – maraton – 17. miejsce,
- Tony Dees – bieg na 110 m przez płotki – 2. miejsce',
- Jack Pierce – bieg na 110 m przez płotki – 2. miejsce,
- Arthur J. Blake – bieg na 110 m przez płotki – odpadł w półfinale (dyskwalifikacja),
- Kevin Young – bieg na 400 m przez płotki – 1. miejsce,
- David Patrick – bieg na 400 m przez płotki – 8. miejsce,
- McClinton Neal – bieg na 400 m przez płotki – odpadł w półfinale,
- Brian Diemer – bieg na 3000 m z przeszkodami – 7. miejsce,
- Mark Croghan – bieg na 3000 m z przeszkodami – odpadł w półfinale,
- Danny Lopez – bieg na 3000 m z przeszkodami – odpadł w półfinale,
- Michael Marsh. Leroy Burrell, Dennis Mitchell, Carl Lewis, James Jett[8] – sztafeta 4 × 100 m – 1. miejsce,
- Andrew Valmon, Quincy Watts, Michael Johnson, Steve Lewis, Darnell Hall[8], Chip Jenkins[8] – sztafeta 4 × 400 m – 1. miejsce,
- Allen James – chód na 20 km – 30. miejsce,
- Carl Schueler – chód na 50 km – 23. miejsce,
- Herm Nelson – chód na 50 km – 32. miejsce,
- Marco Evoniuk – chód na 50 km – nie ukończył konkurencji,
- Hollis Conway – skok wzwyż – 3. miejsce,
- Charles Austin – skok wzwyż – 8. miejsce,
- Darrin Plab – skok wzwyż – 18. miejsce,
- Kory Tarpenning – skok o tyczce – 4. miejsce,
- David Volz – skok o tyczce – 5. miejsce,
- Tim Bright – skok o tyczce – nie sklasyfikowany (nie zaliczył żadnej wysokości w finale),
- Carl Lewis – skok w dal – 1. miejsce,
- Mike Powell – skok w dal – 2. miejsce,
- Joe Greene – skok w dal – 3. miejsce,
- Mike Conley – trójskok – 1. miejsce,
- Charlie Simpkins – trójskok – 2. miejsce,
- John Tillman – trójskok – 25. miejsce,
- Mike Stulce – pchnięcie kulą – 1. miejsce,
- Jim Doehring – pchnięcie kulą – 2. miejsce,
- Ron Backes – pchnięcie kulą – 10. miejsce,
- Tony Washington – rzut dyskiem – 12. miejsce,
- Mike Buncic – rzut dyskiem – 18. miejsce,
- Brian Blutreich – rzut dyskiem – 25. miejsce,
- Lance Deal – rzut młotem – 7. miejsce,
- Jud Logan – rzut młotem – nie sklasyfikowany (dyskwalifikacja),
- Ken Flax – rzut młotem – 23. miejsce,
- Mike Barnett – rzut oszczepem – 7. miejsce,
- Tom Pukstys – rzut oszczepem – 10. miejsce,
- Brian Crouser – rzut oszczepem – 21. miejsce,
- Dave Johnson – dziesięciobój – 3. miejsce,
- Rob Muzzio – dziesięciobój – 5. miejsce,
- Aric Long – dziesięciobój – nie ukończył konkurencji,

### Łucznictwo
Kobiety
- Denise Parker – indywidualnie – 5. miejsce,
- Jennifer O’Donnell – indywidualnie – 11. miejsce,
- Sherry Block – indywidualnie – 25. miejsce,
- Jennifer O’Donnell, Sherry Block, Denise Parker – drużynowo – 8. miejsce,

Mężczyźni
- Jay Barrs – indywidualnie – 5. miejsce,
- Butch Johnson – indywidualnie – 18. miejsce,
- Rick McKinney – indywidualnie – 40. miejsce,
- Rick McKinney, Butch Johnson, Jay Barrs – drużynowo – 6. miejsce,

### Pięciobój nowoczesny
Mężczyźni
- Michael Gostigian – indywidualnie – 9. miejsce,
- Rob Stull – indywidualnie – 20. miejsce,
- James Haley – indywidualnie – 25. miejsce,
- Michael Gostigian, Rob Stull, James Haley – drużynowo – 4. miejsce

### Piłka nożna
Mężczyźni
- Brad Friedel, Cameron Rast, Alexi Lalas, Mike Burns, Erik Imler, Dario Brose, Dante Washington, Mike Lapper, Steve Snow, Claudio Reyna, Yari Allnutt, Troy Dayak, Joe-Max Moore, Cobi Jones, Manny Lagos, Michael Huwiler, Curt Onalfo – 9. miejsce,

### Piłka ręczna
Kobiety
- Sharon Cain, Kim Clarke, Laura Coenen, Laurie Fellner, Sam Jones, Portia Lack, Dannette Leininger, Pat Neder, Karyn Palgut, Carol Peterka, Angie Raynor, Barbara Schaaf, Cindy Stinger – 6. miejsce,

### Piłka wodna
Mężczyźni
- Jeff Campbell, Chris Duplanty, Mike Evans, Kirk Everist, Erich Fischer, Charles Harris, Chris Humbert, Doug Kimbell, Craig Klass, Alex Rousseau, Terry Schroeder, John Vargas, Craig Wilson – 4. miejsce,

### Pływanie
Kobiety
- Angel Martino – 50 m stylem dowolnym – 3. miejsce,
- Jenny Thompson

50 m stylem dowolnym – 5. miejsce,
100 m stylem dowolnym – 2. miejsce,
200 m stylem dowolnym – 17. miejsce,
- Nicole Haislett

100 m stylem dowolnym – 4. miejsce,
200 m stylem zmiennym – 17. miejsce,
200 m stylem dowolnym – 1. miejsce,
- Janet Evans

400 m stylem dowolnym – 2. miejsce,
800 m stylem dowolnym – 1. miejsce,
- Erika Hansen

400 m stylem dowolnym – 4. miejsce,
800 m stylem dowolnym – 7. miejsce,
400 m stylem zmiennym – 10. miejsce,
- Nicole Haislett, Dara Torres, Angel Martino, Jenny Thompson, Ashley Tappin[6], Crissy Ahmann-Leighton[6] – sztafeta 4 × 100 m stylem dowolnym – 1. miejsce,
- Lea Loveless

100 m stylem grzbietowym – 3. miejsce',
200 m stylem grzbietowym – 4. miejsce,
- Janie Wagstaff

100 m stylem grzbietowym – 5. miejsce,
200 m stylem grzbietowym – 17. miejsce,
- Anita Nall

100 m stylem klasycznym – 2. miejsce,
200 m stylem klasycznym – 3. miejsce,
- Megan Kleine – 100 m stylem klasycznym – 12. miejsce,
- Jill Johnson – 200 m stylem klasycznym – 14. miejsce,
- Crissy Ahmann-Leighton – 100 m stylem motylkowym – 2. miejsce,
- Summer Sanders

100 m stylem motylkowym – 6. miejsce,
200 m stylem motylkowym – 1. miejsce,
200 m stylem zmiennym – 2. miejsce,
400 m stylem zmiennym – 3. miejsce,
- Angie Wester-Krieg – 200 m stylem motylkowym – 6. miejsce,
- Lea Loveless, Anita Nall, Crissy Ahmann-Leighton, Jenny Thompson, Janie Wagstaff[6], Megan Kleine[6], Summer Sanders[6], Nicole Haislett[6] – sztafeta 4 × 100 m stylem zmiennym – 1. miejsce,

Mężczyźni
- Matt Biondi

50 m stylem dowolnym – 2. miejsce,
100 m stylem dowolnym – 5. miejsce,
- Tom Jager – 50 m stylem dowolnym – 3. miejsce,
- Jon Olsen – 100 m stylem dowolnym – 4. miejsce,
- Joe Hudepohl – 200 m stylem dowolnym – 6. miejsce,
- Doug Gjertsen – 200 m stylem dowolnym – 8. miejsce,
- Sean Killion

400 m stylem dowolnym – 11. miejsce,
1500 m stylem dowolnym – 12. miejsce,
- Dan Jorgensen – 400 m stylem dowolnym – 17. miejsce,
- Lawrence Frostad – 1500 m stylem dowolnym – 7. miejsce,
- Joe Hudepohl, Matt Biondi, Tom Jager, Jon Olsen, Shaun Jordan[8], Joel Thomas[8] – sztafeta 4 × 100 m stylem dowolnym – 1. miejsce,
- Joe Hudepohl, Mel Stewart, Jon Olsen, Doug Gjertsen, Scott Jaffe[8], Dan Jorgensen[8] – sztafeta 4 × 200 m stylem dowolnym – 3. miejsce,
- Jeff Rouse – 100 m stylem grzbietowym – 2. miejsce
- Dave Berkoff – 100 m stylem grzbietowym – 3. miejsce,
- Tripp Schwenk – 200 m stylem grzbietowym – 5. miejsce,
- Royce Sharp – 200 m stylem grzbietowym – 18. miejsce,
- Nelson Diebel – 100 m stylem klasycznym – 1. miejsce,
- Hans Dersch – 100 m stylem klasycznym – 10. miejsce,
- Michael Barrowman – 200 m stylem klasycznym – 1. miejsce,
- Roque Santos – 200 m stylem klasycznym – 12. miejsce,
- Pablo Morales – 100 m stylem motylkowym – 1. miejsce,
- Mel Stewart

100 m stylem motylkowym – 5. miejsce,
200 m stylem motylkowym – 1. miejsce,
- Dave Wharton

200 m stylem motylkowym – 10. miejsce,
400 m stylem zmiennym – 4. miejsce,
- Greg Burgess – 200 m stylem zmiennym – 2. miejsce,
- Ron Karnaugh – 200 m stylem zmiennym – 6. miejsce,
- Eric Namesnik – 400 m stylem zmiennym – 2. miejsce,
- Jeff Rouse, Nelson Diebel, Pablo Morales, Jon Olsen, Dave Berkoff[8], Hans Dersch[8], Mel Stewart[8], Matt Biondi[8] – sztafeta 4 × 100 m stylem zmiennym – 1. miejsce,

### Pływanie synchroniczne
Kobiety
- Kristen Babb-Sprague – solo – 1. miejsce
- Karen Josephson – solo – odpadła w eliminacjach,
- Sarah Josephson – solo – odpadła w eliminacjach,
- Karen Josephson, Sarah Josephson – duety – 1. miejsce,

### Podnoszenie ciężarów
Mężczyźni
- Bryan Jacob – waga do 60 kg – 18. miejsce,
- Tim McRae – waga do 67,5 kg – 8. miejsce,
- Vernon Patao – waga do 67,5 kg – 10. miejsce,
- Tony Urrutia – waga do 82,5 kg – 17. miejsce,
- Brett Brian – waga do 90 kg – 13. miejsce,
- Wes Barnett – waga do 100 kg- 15. miejsce,
- David Langon – waga do 100 kg – nie sklasyfikowany (nie zaliczył żadnej udanej próby w rwaniu),
- Rich Schutz – waga do 110 kg- 18. miejsce,
- Mario Martinez – waga powyżej 110 kg – 8. miejsce,
- Mark Henry – waga powyżej 110 kg – 10. miejsce,

### Siatkówka
Kobiety
- Paula Weishoff, Yoko Zetterlund, Elaina Oden, Kimberley Oden, Teee Sanders, Caren Kemner, Ruth Lawanson, Tammy Liley, Janet Cobbs, Tara Cross-Battle, Lori Endicott, Liane Sato – 3. miejsce,

Mężczyźni
- Nick Becker, Carlos Briceno, Bob Ctvrtlik, Scott Fortune, Dan Greenbaum, Brent Hilliard, Bryan Ivie, Douglas Partie, Bob Samuelson, Eric Sato, Jeff Stork, Steve Timmons – 3. miejsce,

### Skoki do wody
Kobiety
- Julie Ovenhouse – trampolina 3 m – 5. miejsce,
- Karen LaFace – trampolina 3 m – 9. miejsce,
- Mary Ellen Clark – wieża 10 m – 3. miejsce,
- Ellen Owen – wieża 10 m – 7. miejsce,

Mężczyźni
- Mark Lenzi – trampolina 3 m – 1. miejsce,
- Kent Ferguson – trampolina 3 m – 5. miejsce,
- Scott Donie – wieża 10 m – 2. miejsce,
- Matt Scoggin – wieża 10 m – 10. miejsce,

### Strzelectwo
Kobiety
- Connie Petracek

pistolet pneumatyczny 10 m – 24. miejsce,
pistolet sportowy 25 m – 29. miejsce,
- Libby Callahan – pistolet pneumatyczny 10 m – 37. miejsce,
- Roxane Thompson – pistolet sportowy 25 m – 24. miejsce,
- Launi Meili

karabin pneumatyczny 10 m – 11. miejsce,
karabin małokalibrowy, trzy postawy 50 m – 1. miejsce,
- Debra Sinclair – karabin pneumatyczny 10 m – 11. miejsce,
- Ann-Marie Pfiffner – karabin małokalibrowy, 3 postawy 50 m – 12. miejsce,

Mężczyźni
- Ben Amonette

pistolet pneumatyczny 10 m – 14. miejsce,
pistolet dowolny 50 m – 19. miejsce,
- Darius Young

pistolet pneumatyczny 10 m – 33. miejsce,
pistolet dowolny 50 m – 4. miejsce,
- John McNally – pistolet szybkostrzelny 25 m – 5. miejsce,
- Roger Mar – pistolet szybkostrzelny 25 m – 9. miejsce,
- Robert Foth

karabin pneumatyczny 10 m – 7. miejsce,
karabin malokalibrowy, 3 pozycje 50 m – 2. miejsce,
- David Johnson

karabin pneumatyczny 10 m – 11. miejsce,
karabin malokalibrowy, 3 pozycje 50 m – 21. miejsce,
- Bill Meek – karabin małokalibrowy, leżąc 50 m – 9. miejsce,
- Michael Anti – karabin małokalibrowy, leżąc 50 m – 18. miejsce,
- Rusty Hill – ruchoma tarcza 10 m – 11. miejsce,
- Fritz Allen – ruchoma tarcza 10 m – 15. miejsce,

Open
- Jay Waldron – trap – 6. miejsce,
- Bret Erickson – trap – 16. miejsce,
- Todd Graves

trap – 29. miejsce,
skeet – 11. miejsce,
- Matt Dryke – skeet – 6. miejsce,
- Connie Fluker-Smotek – skeet – 25. miejsce,

### Szermierka
Kobiety
- Caitlin Bilodeaux – floret indywidualnie – 29. miejsce,
- Mary O’Neill – floret indywidualnie – 36. miejsce,
- Molly Sullivan – floret indywidualnie – 39. miejsce,
- Caitlin Bilodeaux, Mary O’Neill, Molly Sullivan, Ann Marsh, Sharon Monplaisir – floret drużynowo – 9. miejsce,

Mężczyźni
- Mike Marx – floret indywidualnie – 36. miejsce,
- Nick Bravin – floret indywidualnie – 39. miejsce,
- Zaddick Longenbach – floret indywidualnie – 45. miejsce,
- Robert Marx – szpada indywidualnie – 24. miejsce,
- Jon Normile – szpada indywidualnie – 43. miejsce,
- Chris O’Loughlin – szpada indywidualnie – 55. miejsce,
- Mike Lofton – szabla indywidualnie – 21. miejsce,
- Bob Cottingham – szabla indywidualnie – 24. miejsce,
- Steve Mormando – szabla indywidualnie – 34. miejsce,
- Mike Lofton, Bob Cottingham, Steve Mormando, John Friedberg, Peter Westbrook – szabla drużynowo – 9. miejsce,

### Tenis stołowy
Kobiety
- Insook Bhushan – gra pojedyncza – 17. miejsce,
- Diana Gee – gra pojedyncza – 33. miejsce,
- Lily Hugh-Yip – gra pojedyncza – 33. miejsce,
- Diana Gee, Lily Hugh-Yip – gra podwójna – 17. miejsce,

Mężczyźni
- Jim Butler – gra pojedyncza – 17. miejsce,
- Sean O’Neill – gra pojedyncza – 33. miejsce,
- Jim Butler, Sean O’Neill – gra podwójna – 25. miejsce,

### Tenis ziemny
Kobiety
- Jennifer Capriati – gra pojedyncza – 1. miejsce,
- Mary Joe Fernandez – gra pojedyncza – 3. miejsce,
- Zina Garrison – gra pojedyncza – 33. miejsce,
- Mary Joe Fernandez, Gigi Fernandez – gra podwójna – 1. miejsce

Mężczyźni
- Jim Courier – gra pojedyncza – 9. miejsce,
- Pete Sampras – gra pojedyncza – 9. miejsce,
- Michael Chang – gra pojedyncza – 17. miejsce,
- Jim Courier, Pete Sampras – gra podwójna – 9. miejsce,

### Wioślarstwo
Kobiety
- Anne Marden – jedynki – 4. miejsce,
- Cindy Ryder, Mary Mazzio – dwójka podwójna – 11. miejsce,
- Anna Seaton, Stephanie Maxwell-Pierson – dwójka bez sternika – 3. miejsce,
- Kristine Karlson, Alison Townley, Serena Eddy-Moulton, Michelle Knox-Zaloom – czwórka podwójna – 5. miejsce,
- Shelagh Donohoe, Cindy Eckert, Amy Fuller, Carol Feeney – czwórka bez sternika – 2. miejsce,
- Tina Brown, Shannon Day, Betsy McCagg, Mary McCagg, Sarah Gengler, Tracy Rude, Kelley Jones, Diana Olson, Yasmin Farooq – ósemka – 6. miejsce,

Mężczyźni
- Greg Walker – jedynki – 19. miejsce,
- Gregory Springer, Jonathan Smith – dwójka podwójna – 9. miejsce,
- Peter Sharis, John Pescatore – dwójka bez sternika – 6. miejsce,
- Aaron Pollock, John Moore, Stephen Shellans Jr. – dwójka ze sternikiem – 8. miejsce,
- Keir Pearson, John Riley Jr., Bob Kaehler, Chip McKibben – czwórka podwójna – 8. miejsce,
- Doug Burden, Jeffrey McLaughlin, Thomas Bohrer, Patrick Manning – czwórka bez sternika – 2. miejsce,
- James Neil, Teo Bielefeld, Sean Hall, Jack Rusher, Tim Evans – czwórka ze sternikiem – 4. miejsce,
- Mike Teti, Chris Sahs, James Munn, Jeff Klepacki, Robert Shepherd, Malcolm Baker, Richard Kennelly Jr., John Parker, Michael Moore – ósemka – 4. miejsce,

### Zapasy
Mężczyźni
- Mark Fuller – styl klasyczny waga do 48 kg – odpadł w eliminacjach,
- Shawn Sheldon – styl klasyczny waga do 52 kg – 4. miejsce,
- Dennis Hall – styl klasyczny waga do 57 kg – 8. miejsce,
- Buddy Lee – styl klasyczny waga do 62 kg – 6. miejsce,
- Rodney Smith – styl klasyczny waga do 68 kg – 3. miejsce,
- Travis West – styl klasyczny waga do 74 kg – odpadł w eliminacjach,
- Dan Henderson – styl klasyczny waga do 82 kg – 10. miejsce,
- Mike Foy – styl klasyczny waga do 90 kg – 6. miejsce,
- Dennis Koslowski – styl klasyczny waga do 100 kg – 2. miejsce,
- Matt Ghaffari – styl klasyczny waga do 130 kg – odpadł w eliminacjach,
- Tim Vanni – styl wolny waga do 48 kg – 5. miejsce,
- Zeke Jones – styl wolny waga do 52 kg – 2. miejsce,
- Kendall Cross – styl wolny waga do 57 kg – 6. miejsce,
- John Smith – styl wolny waga do 62 kg – 1. miejsce,
- Townsend Saunders – styl wolny waga do 68 kg – 7. miejsce,
- Kenny Monday – styl wolny waga do 74 kg – 2. miejsce,
- Kevin Jackson – styl wolny waga do 82 kg – 1. miejsce,
- Chris Campbell – styl wolny waga do 90 kg – 3. miejsce,
- Mark Coleman – styl wolny waga do 100 kg – 7. miejsce,
- Bruce Baumgartner – styl wolny waga do 130 kg – 1. miejsce,

### Żeglarstwo
- Lanee Butler-Beashel – windsurfing kobiet – 5. miejsce,
- Julia Trotman – klasa Europa – 3. miejsce,
- Jennifer Isler, Pamela Healy – klasa 470 kobiet – 3. miejsce,
- Mike Gebhardt – windsurfing mężczyzn – 2. miejsce,
- Brian Ledbetter – klasa Finn – 2. miejsce,
- Kevin Burnham, Morgan Reeser – klasa 470 mężczyzn – 2. miejsce,
- Harold Haenel, Mark Reynolds (żeglarz)Mark Reynolds – klasa Star – 1. miejsce,
- Keith Notary, Randy Smyth – klasa Tornado – 2. miejsce,
- Doug Kern, Jim Brady, Kevin Mahaney – klasa Soling – 2. miejsce,
- Paul Foerster, Stephen Bourdow – klasa latający Holender – 2. miejsce